# Pseudolaticauda
Pseudolaticauda var ett släkte av ormar. Pseudolaticauda ingick i familjen giftsnokar.
Arter enligt Catalogue of Life:
- Pseudolaticauda schistorhynchus
- Pseudolaticauda semifasciata

Båda arter infogades i släktet Laticauda.